# Euroleague Basketball 2010-2011
L'Euroleague Basketball 2010-2011 (chiamata Turkish Airlines Euroleague per motivi di sponsorizzazione) è stata l'undicesimo campionato tra club europei organizzato dall'ULEB. Il Panathinaikos ha vinto il suo sesto titolo europeo, battendo in finale il Maccabi Tel Aviv.

## Licenza A
| #  | Squadra          |
| -- | ---------------- |
| 1. | Barcellona       |
| 2. | Olympiakos       |
| 3. | Maccabi Tel Aviv |
| 4. | Panathīnaïkos    |
| 5. | Mens Sana Siena  |
| 6. | Real Madrid      |
| 7. | CSKA Mosca       |

| #   | Squadra         |
| --- | --------------- |
| 8.  | Saski Baskonia  |
| 9.  | Efes Pilsen     |
| 10. | Málaga          |
| 11. | Žalgiris Kaunas |
| 12. | Fenerbahçe      |
| 13. | Virtus Roma     |

## Squadre partecipanti
| Spagna - Saski Baskonia - Barcellona - Real Madrid - Málaga - Valencia | Italia - Mens Sana Siena - Virtus Roma - Olimpia Milano | Francia - Cholet           | Grecia - Olympiakos - Panathīnaïkos         | Russia - CSKA Mosca - Chimki |
| Turchia - Efes Pilsen - Fenerbahçe                                     | Germania - Bamberger                                    | Israele - Maccabi Tel Aviv | Lituania - Žalgiris Kaunas - Lietuvos rytas | Serbia - Partizan            |
| Belgio - Spirou Charleroi                                              | Croazia - Cibona Zagabria                               | Polonia - Gdynia           | Slovenia - Olimpija Lubiana                 |                              |

## Turno preliminare
|  | Primo turno | Primo turno      | Primo turno | Primo turno | Primo turno |  |  | Secondo turno | Secondo turno    | Secondo turno | Secondo turno    | Secondo turno |    |     | Terzo turno | Terzo turno  | Terzo turno | Terzo turno | Terzo turno |  |
|  |             |                  |             |             |             |  |  |               |                  |               |                  |               |    |     |             |              |             |             |             |  |
|  | 1           | Alba Berlino     | 79          | 95          | 174         |  |  |               |                  |               |                  |               |    |     |             |              |             |             |             |  |
|  | 4           | Roanne           | 86          | 82          | 168         |  |  | 1             | Alba Berlino     | 73            | 73               | 146           |    |     |             |              |             |             |             |  |
|  | 2           | Hemofarm Vršac   | 97          | 77          | 174         |  |  | 2             | Hemofarm Vršac   | 67            | 78               | 145           |    |     |             |              |             |             |             |  |
|  | 3           | Hap. Gilboa G.E. | 84          | 86          | 170         |  |  |               |                  |               |                  |               |    |     | 1           | Alba Berlino | 77          | 70          | 147         |  |
|  | 1           | UNICS Kazan'     | 84          | 78          | 162         |  |  |               |                  | 3             | Spirou Charleroi | 81            | 70 | 151 |             |              |             |             |             |  |
|  | 4           | Donar Groningen  | 72          | 63          | 135         |  |  | 1             | UNICS Kazan'     | 69            | 75               | 144           |    |     |             |              |             |             |             |  |
|  | 2           | ČEZ Nymburk      | 68          | 71          | 139         |  |  | 3             | Spirou Charleroi | 75            | 71               | 146           |    |     |             |              |             |             |             |  |
|  | 3           | Spirou Charleroi | 79          | 71          | 150         |  |  |               |                  |               |                  |               |    |     |             |              |             |             |             |  |

|  | Primo turno | Primo turno     | Primo turno | Primo turno | Primo turno |  |  | Secondo turno | Secondo turno   | Secondo turno | Secondo turno | Secondo turno |    |     | Terzo turno | Terzo turno | Terzo turno | Terzo turno | Terzo turno |  |
|  |             |                 |             |             |             |  |  |               |                 |               |               |               |    |     |             |             |             |             |             |  |
|  | 1           | ASVEL           | 64          | 84          | 148         |  |  |               |                 |               |               |               |    |     |             |             |             |             |             |  |
|  | 4           | Budućnost       | 69          | 76          | 145         |  |  | 1             | ASVEL           | 75            | 71            | 146           |    |     |             |             |             |             |             |  |
|  | 2           | Le Mans         | 78          | 78          | 156         |  |  | 2             | Le Mans         | 85            | 63            | 148           |    |     |             |             |             |             |             |  |
|  | 3           | Bandırma Banvit | 72          | 66          | 138         |  |  |               |                 |               |               |               |    |     | 2           | Le Mans     | 56          | 66          | 122         |  |
|  | 1           | Chimki          | 77          | 85          | 162         |  |  |               |                 | 1             | Chimki        | 70            | 87 | 157 |             |             |             |             |             |  |
|  | 4           | Juvecaserta     | 74          | 66          | 140         |  |  | 1             | Chimki          | 87            | 74            | 161           |    |     |             |             |             |             |             |  |
|  | 2           | Budivelnyk Kiev | 150         | 150         | 300         |  |  | 2             | Budivelnyk Kiev | 58            | 67            | 125           |    |     |             |             |             |             |             |  |
|  | 3           | Maroussi        | 0           | 0           | 0           |  |  |               |                 |               |               |               |    |     |             |             |             |             |             |  |

## Regular season
|  | Le prime 4 classificate di ogni gruppo passano alla Top 16 |
|  | Eliminata                                                  |

### Gruppo A
|    | Squadra          | P.ti | G  | V | P | PF  | PS  |
| -- | ---------------- | ---- | -- | - | - | --- | --- |
| 1. | Maccabi Tel Aviv | 18   | 10 | 9 | 1 | 799 | 700 |
| 2. | Saski Baskonia   | 10   | 10 | 5 | 5 | 809 | 784 |
| 3. | Žalgiris Kaunas  | 10   | 10 | 5 | 5 | 762 | 765 |
| 4. | Partizan         | 10   | 10 | 5 | 5 | 658 | 717 |
| 5. | Chimki           | 8    | 10 | 4 | 6 | 764 | 753 |
| 6. | Gdynia           | 4    | 10 | 2 | 8 | 689 | 762 |

### Gruppo B
|    | Squadra          | P.ti | G  | V | P | PF  | PS  |
| -- | ---------------- | ---- | -- | - | - | --- | --- |
| 1. | Olympiakos       | 14   | 10 | 7 | 3 | 805 | 730 |
| 2. | Real Madrid      | 12   | 10 | 6 | 4 | 734 | 664 |
| 3. | Málaga           | 10   | 10 | 5 | 5 | 749 | 759 |
| 4. | Virtus Roma      | 10   | 10 | 5 | 5 | 735 | 770 |
| 5. | Bamberger        | 8    | 10 | 4 | 6 | 714 | 739 |
| 6. | Spirou Charleroi | 6    | 10 | 3 | 7 | 691 | 766 |

| Arbitro: | Juan Carlos Garcia Gonzalez |

|          |       |          |
| Smith 16 | Punti | 20 Hines |

| Arbitro: | Dani Hierrezuelo |

|           |       |               |
| Mallet 14 | Punti | 20 Washington |

| Arbitro: | Zoran Sutulovic |

|            |       |           |
| Đedović 13 | Punti | 12 Tucker |

| Arbitro: | Sreten Radović |

|              |       |              |
| Rodríguez 24 | Punti | 20 Giachetti |

| Arbitro: | Juan Carlos Mitjana |

|              |       |               |
| Crosariol 17 | Punti | 16 Mpourousīs |

| Arbitro: | José Martín |

|             |       |               |
| Jacobsen 15 | Punti | 17 Washington |

| Arbitro: | Saša Pukl |

|               |       |          |
| Washington 27 | Punti | 19 Gomis |

| Arbitro: | Volodymr Drabikovsky |

|          |       |           |
| Llull 14 | Punti | 12 Datome |

| Arbitro: | Dubravko Muhvic |

|         |       |              |
| Đedović | Punti | 18 Archibald |

| Arbitro: | Juan Carlos Arteaga |

|              |       |           |
| Spanoulīs 18 | Punti | 22 Traoré |

### Gruppo C
|    | Squadra         | P.ti | G  | V | P  | PF  | PS  |
| -- | --------------- | ---- | -- | - | -- | --- | --- |
| 1. | Mens Sana Siena | 16   | 10 | 8 | 2  | 787 | 661 |
| 2. | Fenerbahçe      | 14   | 10 | 7 | 3  | 795 | 723 |
| 3. | Barcellona      | 14   | 10 | 7 | 3  | 766 | 709 |
| 4. | Lietuvos rytas  | 8    | 10 | 4 | 6  | 779 | 784 |
| 5. | Cholet          | 8    | 10 | 4 | 6  | 705 | 774 |
| 6. | Cibona Zagabria | 0    | 10 | 0 | 10 | 677 | 854 |

| Arbitro: | Sreten Radović |

|                  |       |            |
| K. Lavrinovič 13 | Punti | 9 Robinson |

| Arbitro: | Juan Carlos Arteaga |

|            |       |             |
| Bjelica 18 | Punti | 16 Kaukėnas |

| Arbitro: | Dani Hierrezuelo |

|             |       |            |
| Kaukėnas 16 | Punti | 17 Pašalić |

| Arbitro: | José Martín |

|            |       |             |
| Türkcan 13 | Punti | 18 McCalebb |

| Arbitro: | Carl Jungebrand |

|             |       |           |
| McCalebb 21 | Punti | 15 Lorbek |

| Arbitro: | Dubravko Muhvic |

|             |       |                  |
| Robinson 15 | Punti | 23 K. Lavrinovič |

| Arbitro: | Grzegorz Ziemblicki |

|             |       |            |
| McCalebb 15 | Punti | 17 Bjelica |

| Arbitro: | Recep Ankaralı |

|              |       |             |
| Radošević 20 | Punti | 20 Kaukėnas |

| Arbitro: | Saša Pukl |

|             |       |                  |
| McCalebb 22 | Punti | 11 D. Lavrinovič |

| Arbitro: | Grzegorz Ziemblicki |

|            |       |             |
| Vázquez 13 | Punti | 20 McCalebb |

### Gruppo D
|    | Squadra          | P.ti | G  | V | P | PF  | PS  |
| -- | ---------------- | ---- | -- | - | - | --- | --- |
| 1. | Panathīnaïkos    | 14   | 10 | 7 | 3 | 802 | 703 |
| 2. | Olimpija Lubiana | 12   | 10 | 6 | 4 | 789 | 783 |
| 3. | Efes Pilsen      | 10   | 10 | 5 | 5 | 756 | 768 |
| 4. | Valencia         | 10   | 10 | 5 | 5 | 689 | 695 |
| 5. | Olimpia Milano   | 8    | 10 | 4 | 6 | 737 | 766 |
| 6. | CSKA Mosca       | 6    | 10 | 3 | 7 | 683 | 741 |

| Arbitro: | Dani Hierrezuelo |

|           |       |            |
| Gordon 15 | Punti | 23 Pečerov |

| Arbitro: | Juan Carlos Garcia Gonzales |

|           |       |             |
| Jaaber 13 | Punti | 19 Jagodnik |

| Arbitro: | Juan Carlos Mitjana |

|            |       |           |
| Tunçeri 15 | Punti | 19 Jaaber |

| Arbitro: | Fernando Rocha |

|             |       |             |
| Martínez 15 | Punti | 26 Mačiulis |

| Arbitro: | José Ramón García Ortiz |

|            |       |                |
| Hawkins 15 | Punti | 14 Diamantidīs |

| Arbitro: | Juan Carlos Arteaga |

|           |       |           |
| Jaaber 18 | Punti | 16 Gordon |

| Arbitro: | Christos Christodoulou |

|            |       |           |
| Gregory 17 | Punti | 16 Finley |

| Arbitro: | Carl Jungebrand |

|            |       |            |
| Hawkins 24 | Punti | 20 Nachbar |

| Arbitro: | Grzegorz Ziemblicki |

|           |       |             |
| Jaaber 13 | Punti | 20 Martínez |

| Arbitro: | Dani Hierrezuelo |

|                |       |           |
| Perperoglou 14 | Punti | 13 Finley |

## Top 16
|  | Le prime 2 classificate di ogni gruppo passano ai quarti di finale |
|  | Eliminata                                                          |

### Gruppo E
|    | Squadra        | G | V | P | PF  | PS  | P.ti |
| -- | -------------- | - | - | - | --- | --- | ---- |
| 1. | Saski Baskonia | 6 | 4 | 2 | 468 | 437 | 8    |
| 2. | Panathīnaïkos  | 6 | 4 | 2 | 452 | 395 | 8    |
| 3. | Lietuvos rytas | 6 | 3 | 3 | 445 | 473 | 6    |
| 4. | Málaga         | 6 | 1 | 5 | 414 | 474 | 2    |

| Arbitro: | Luigi Lamonica |

|            |       |            |
| Bjelica 11 | Punti | 26 Batiste |

| Arbitro: | Grzegorz Ziemblicki |

|             |       |                       |
| Freeland 16 | Punti | 19 Marcelinho Huertas |

| Arbitro: | Zoran Sutulović |

|              |       |            |
| Teletović 20 | Punti | 22 El-Amin |

| Arbitro: | Fabio Facchini |

|               |       |             |
| Tsartsarīs 14 | Punti | 11 Freeland |

| Arbitro: | Carl Jungebrand |

|                 |       |             |
| San Emeterio 21 | Punti | 15 Nicholas |

| Arbitro: | Ilija Belošević |

|              |       |            |
| Sinanović 15 | Punti | 14 El-Amin |

| Arbitro: | Guerrino Cerebuch |

|           |       |          |
| Fōtsīs 22 | Punti | 21 Logan |

| Arbitro: | Volodymr Drabikovsky |

|            |       |             |
| El-Amin 18 | Punti | 19 Freeland |

| Arbitro: | Dani Hierrezuelo |

|            |       |           |
| Batiste 11 | Punti | 16 Newley |

| Arbitro: | Fernando Rocha |

|                       |       |              |
| Marcelinho Huertas 18 | Punti | 18 Sinanović |

| Arbitro: | Luigi Lamonica |

|               |       |                 |
| Bajramović 14 | Punti | 19 San Emeterio |

| Arbitro: | Saša Pukl |

|                               |       |             |
| Fitch, Freeland, Sinanović 12 | Punti | 18 Nicholas |

### Gruppo F
|    | Squadra          | G | V | P | PF  | PS  | P.ti |
| -- | ---------------- | - | - | - | --- | --- | ---- |
| 1. | Barcellona       | 6 | 6 | 0 | 471 | 402 | 12   |
| 2. | Maccabi Tel Aviv | 6 | 3 | 3 | 511 | 442 | 6    |
| 3. | Virtus Roma      | 6 | 2 | 4 | 411 | 462 | 4    |
| 4. | Olimpija Lubiana | 6 | 1 | 5 | 394 | 481 | 2    |

| Arbitro: | Carl Jungebrand |

|            |       |                     |
| Navarro 24 | Punti | 13 Hendrix, Perkins |

| Arbitro: | Ilija Belošević |

|          |       |            |
| Dašić 18 | Punti | 19 Gregory |

| Arbitro: | Juan Carlos Mitjana |

|                   |       |          |
| Schortsianitīs 19 | Punti | 13 Dašić |

| Arbitro: | Christos Christodoulou |

|                        |       |            |
| Gregory, Shermadini 14 | Punti | 27 Navarro |

| Arbitro: | Juan Carlos Arteaga |

|          |       |               |
| Pargo 21 | Punti | 15 Shermadini |

| Arbitro: | Zoran Sutulovic |

|             |       |           |
| Anderson 16 | Punti | 17 Traoré |

| Arbitro: | Dani Hierrezuelo |

|               |       |                            |
| Shermadini 13 | Punti | 16 Eliyahu, Pargo, Perkins |

| Arbitro: | Grzegorz Ziemblicki |

|           |       |            |
| Datome 15 | Punti | 19 Navarro |

| Arbitro: | José Ramon García Ortíz |

|            |       |            |
| Gregory 18 | Punti | 20 Đedović |

| Arbitro: | Luigi Lamonica |

|          |       |           |
| Pargo 19 | Punti | 19 Morris |

| Arbitro: | Milivoje Jovčić |

|            |       |                      |
| Lakovič 12 | Punti | 13 Gregory, Jagodnik |

| Arbitro: | Juan Carlos Mitjana |

|               |       |                     |
| Washington 16 | Punti | 14 Eliyahu, Perkins |

### Gruppo G
|    | Squadra         | G | V | P | PF  | PS  | P.ti |
| -- | --------------- | - | - | - | --- | --- | ---- |
| 1. | Real Madrid     | 6 | 5 | 1 | 460 | 423 | 10   |
| 2. | Mens Sana Siena | 6 | 4 | 2 | 452 | 423 | 8    |
| 3. | Efes Pilsen     | 6 | 2 | 4 | 426 | 455 | 4    |
| 4. | Partizan        | 6 | 1 | 5 | 389 | 426 | 2    |

| Arbitro: | Christos Christodoulou |

|              |       |            |
| Rakočević 17 | Punti | 16 Raković |

| Arbitro: | Volodymr Drabikovsky |

|          |       |           |
| Llull 21 | Punti | 13 Veselý |

| Arbitro: | Carl Jungebrand |

|         |       |            |
| Moss 16 | Punti | 16 Mirotić |

| Arbitro: | Juan Carlos Arteaga |

|         |       |              |
| Gist 19 | Punti | 23 Rakočević |

| Arbitro: | Saša Pukl |

|           |       |             |
| Tucker 19 | Punti | 18 Thornton |

| Arbitro: | Jose Martin |

|         |       |              |
| Gist 15 | Punti | 15 Michelori |

| Arbitro: | José Ramón García Ortiz |

|             |       |           |
| Kaukėnas 17 | Punti | 17 Veselý |

| Arbitro: | Zoran Sutulović |

|            |       |          |
| Tunçeri 14 | Punti | 17 Llull |

| Arbitro: | Christos Christodoulou |

|            |       |              |
| Raković 15 | Punti | 24 Rakočević |

| Arbitro: | Fabio Facchini |

|           |       |          |
| Veselý 15 | Punti | 21 Tomić |

| Arbitro: | Dani Hierrezuelo |

|              |       |           |
| Rakočević 19 | Punti | 23 Veselý |

| Arbitro: | Volodymr Drabikovsky |

|            |       |             |
| Mirotić 13 | Punti | 17 Hairston |

### Gruppo H
|    | Squadra         | G | V | P | PF  | PS  | P.ti |
| -- | --------------- | - | - | - | --- | --- | ---- |
| 1. | Olympiakos      | 6 | 5 | 1 | 461 | 418 | 10   |
| 2. | Valencia        | 6 | 3 | 3 | 449 | 438 | 6    |
| 3. | Fenerbahçe      | 6 | 3 | 3 | 456 | 462 | 6    |
| 4. | Žalgiris Kaunas | 6 | 1 | 5 | 418 | 466 | 2    |

| Arbitro: | Recep Ankarali |

|              |       |             |
| Savanović 20 | Punti | 9 Savanović |

| Arbitro: | Juan Carlos Mitjana |

|               |       |          |
| Papaloukas 15 | Punti | 19 Tomas |

| Arbitro: | José Martín |

|           |       |              |
| Pocius 17 | Punti | 17 Spanoulīs |

| Arbitro: | Guerrino Cerebuch |

|         |       |             |
| Onan 22 | Punti | 14 Martínez |

| Arbitro: | Luigi Lamonica |

|                 |       |                      |
| Savaş, Tomas 15 | Punti | 14 Collins, Jankūnas |

| Arbitro: | Fabio Facchini |

|               |       |           |
| Nesterovič 17 | Punti | 16 Claver |

| Arbitro: | Christos Christodoulou |

|                          |       |         |
| Delininkaitis, Pocius 13 | Punti | 23 Onan |

| Arbitro: | Luigi Lamonica |

|                      |       |              |
| Claver, Savanović 16 | Punti | 18 Spanoulīs |

| Arbitro: | Grzegorz Ziemblicki |

|            |       |                        |
| Collins 15 | Punti | 17 de Colo, Richardson |

| Arbitro: | Juan Carlos Arteaga |

|         |       |          |
| Ukić 14 | Punti | 19 Erceg |

| Arbitro: | Zoran Sutulovic |

|                      |       |                |
| de Colo, Javtokas 15 | Punti | 20 Preldžič 20 |

| Arbitro: | José Martín |

|               |       |              |
| Nesterovič 20 | Punti | 16 Kalnietis |

## Quarti di finale
I quarti di finale si giocheranno dal 22 marzo al 6 aprile 2011 con la formula dei play-off. La formula della serie è 2-2-1: Le gare 1 (22 marzo) e 2 in casa delle prime classificate, le gare 3 e 4 in quella delle seconde. Le gare 5 sono infine previste in casa delle prime (6 aprile).
| Squadra 1      | Tot.  | Squadra 2        | Gara 1  | Gara 2  | Gara 3  | Gara 4  | Gara 5  |
| -------------- | ----- | ---------------- | ------- | ------- | ------- | ------- | ------- |
| Saski Baskonia | 1 – 3 | Maccabi Tel Aviv | 76 – 70 | 81 – 83 | 60 – 81 | 77 – 99 |         |
| Barcellona     | 1 – 3 | Panathīnaïkos    | 83 – 82 | 71 – 75 | 74 – 76 | 67 – 78 |         |
| Real Madrid    | 3 – 2 | Valencia         | 71 – 65 | 75 – 81 | 75 – 66 | 72 – 81 | 66 – 58 |
| Olympiakos     | 1 – 3 | Mens Sana Siena  | 89 – 41 | 65 – 82 | 72 – 81 | 76 – 88 |         |

### Saski Baskonia - Maccabi Tel Aviv
| Arbitro: | Grzegorz Ziemblicki |

|          |       |            |
| Barać 17 | Punti | 16 Hendrix |

| Arbitro: | Luigi Lamonica |

|                          |       |                   |
| Batista, San Emeterio 17 | Punti | 22 Schortsianitīs |

| Arbitro: | Zoran Sutulović |

|          |       |              |
| Pargo 23 | Punti | 14 Teletović |

| Arbitro: | Christos Christodoulou |

|          |       |              |
| Pargo 26 | Punti | 17 Teletović |

### Barcellona - Panathinaikos
| Arbitro: | Zoran Sutulović |

|            |       |                |
| Navarro 13 | Punti | 26 Diamantidīs |

| Arbitro: | Guerrino Cerebuch |

|            |       |                |
| Navarro 19 | Punti | 17 Diamantidīs |

| Arbitro: | Grzegorz Ziemblicki |

|                |       |          |
| Diamantidīs 18 | Punti | 16 Rubio |

| Arbitro: | Luigi Lamonica |

|             |       |            |
| Calathes 12 | Punti | 14 Vázquez |

### Real Madrid - Valencia B.C.
| Arbitro: | Juan Carlos Arteaga |

|          |       |            |
| Tomić 14 | Punti | 15 de Colo |

| Arbitro: | José Martín |

|          |       |         |
| Llull 18 | Punti | 20 Cook |

| Arbitro: | Luigi Lamonica |

|              |       |            |
| Savanović 21 | Punti | 19 Fischer |

| Arbitro: | Juan Carlos Mitjana |

|         |       |          |
| Cook 16 | Punti | 20 Tomić |

| Arbitro: | Volodymr Drabikovsky |

|              |       |           |
| Savanović 23 | Punti | 19 Suarez |

### Olympiacos - Mens Sana Siena
| Arbitro: | Ilija Belošević |

|                   |       |                  |
| Maurokefalidīs 15 | Punti | 12 K. Lavrinovič |

| Arbitro: | Juan Carlos Mitjana |

|                   |       |             |
| Maurokefalidīs 16 | Punti | 19 Hairston |

| Arbitro: | Juan Carlos Arteaga |

|          |       |               |
| Jarić 24 | Punti | 16 Nesterovič |

| Arbitro: | José Martín |

|             |       |                       |
| Hairston 25 | Punti | 16 Gordon, Mpourousīs |

## Final Four
Le gare di Final Four, inizialmente assegnate a Torino, si sono invece disputate per motivi economici a Barcellona dal 6 all'8 maggio presso il Palau Sant Jordi. Le due squadre vincitrici delle semifinali si sfidano nella finale dell'8 maggio, mentre le due sconfitte si incontrano in una partita per decretare la squadra terza classificata della manifestazione.
|  | Semifinali       | Semifinali       | Semifinali       |                  |               | Finale          | Finale          | Finale          |  |
|  |                  |                  |                  |                  |               |                 |                 |                 |  |
|  | Panathīnaïkos    | Panathīnaïkos    | 77               |                  |               |                 |                 |                 |  |
|  | Panathīnaïkos    | Panathīnaïkos    | 77               |                  |               |                 |                 |                 |  |
|  | Mens Sana Siena  | Mens Sana Siena  | 69               |                  |               |                 |                 |                 |  |
|  | Mens Sana Siena  | Mens Sana Siena  | 69               |                  | Panathīnaïkos | Panathīnaïkos   | 78              |                 |  |
|  |                  |                  |                  |                  | Panathīnaïkos | Panathīnaïkos   | 78              |                 |  |
|  |                  |                  | Maccabi Tel Aviv | Maccabi Tel Aviv | 70            |                 |                 |                 |  |
|  | Maccabi Tel Aviv | Maccabi Tel Aviv | Maccabi Tel Aviv | Maccabi Tel Aviv | 70            | 82              |                 |                 |  |
|  | Maccabi Tel Aviv | Maccabi Tel Aviv |                  |                  |               | 82              |                 |                 |  |
|  | Real Madrid      | Real Madrid      | 63               |                  |               | Finale 3º posto | Finale 3º posto | Finale 3º posto |  |
|  | Real Madrid      | Real Madrid      | 63               |                  |               |                 |                 |                 |  |
|  |                  |                  |                  |                  |               |                 |                 |                 |  |
|  |                  |                  |                  |                  |               | Mens Sana Siena | Mens Sana Siena | 80              |  |
|  |                  |                  |                  |                  |               | Mens Sana Siena | Mens Sana Siena | 80              |  |
|  |                  |                  |                  |                  |               | Real Madrid     | Real Madrid     | 62              |  |

### Semifinali
| Arbitro: | Juan Carlos Mitjana |

|             |       |             |
| Calathes 17 | Punti | 13 Kaukėnas |

| Arbitro: | Luigi Lamonica |

|           |       |          |
| Eidson 19 | Punti | 17 Tomić |

### Finale 3º/4º posto
| Arbitro: | Christos Christodoulou |

|                  |       |          |
| K. Lavrinovič 17 | Punti | 23 Llull |

### Finale
| Arbitro: | Juan Carlos Mitjana |

|            |       |           |
| Batiste 18 | Punti | 17 Eidson |

| Eurolega 2010-2011      |
| ----------------------- |
| Panathinaikos 6º titolo |

## Formazione vincitrice
| N° | Naz.                          | Ruolo | Sportivo             |  | Alt.   |  |
| -- | ----------------------------- | ----- | -------------------- |  | ------ |  |
| 5  | Serbia (bandiera)             | G     | Milenko Tepić        |  | 202 cm |  |
| 6  | Australia (bandiera)          | C     | Aleks Marić          |  | 211 cm |  |
| 7  | Grecia (bandiera)             | AP    | Stratos Perperoglou  |  | 203 cm |  |
| 8  | Stati Uniti (bandiera)        | AG    | Mike Batiste         |  | 204 cm |  |
| 9  | Grecia (bandiera)             | AG    | Antōnīs Fōtsīs       |  | 209 cm |  |
| 10 | Rep. Centrafricana (bandiera) | AP    | Romain Sato          |  | 194 cm |  |
| 11 | Stati Uniti (bandiera)        | G     | Drew Nicholas        |  | 193 cm |  |
| 12 | Grecia (bandiera)             | AG    | Kōstas Tsartsarīs    |  | 209 cm |  |
| 13 | Grecia (bandiera)             | G     | Dīmītrīs Diamantidīs |  | 196 cm |  |
| 14 | Grecia (bandiera)             | C     | Ian Vougioukas       |  | 211 cm |  |
| 15 | Grecia (bandiera)             | G     | Nick Calathes        |  | 198 cm |  |
| 17 | Grecia (bandiera)             | C     | Giōrgos Mpogrīs      |  | 208 cm |  |
| 18 | Grecia (bandiera)             | AP    | Kōstas Kaimakoglou   |  | 204 cm |  |
|    | Serbia (bandiera)             | All.  | Željko Obradović     |  |        |  |

## Statistiche individuali

### Punti
| Posizione | Nome                | Squadra        | Partite | Punti | PPG   |
| --------- | ------------------- | -------------- | ------- | ----- | ----- |
| 1.        | Igor Rakočević      | Efes Pilsen    | 14      | 241   | 17,21 |
| 2.        | Mirza Teletović     | Saski Baskonia | 20      | 309   | 15,45 |
| 3.        | Vasilīs Spanoulīs   | Olympiakos     | 20      | 284   | 14,20 |
| 4.        | Juan Carlos Navarro | Barcellona     | 15      | 211   | 14,07 |
| 5.        | Kenny Gregory       | Union Olimpija | 16      | 224   | 14,00 |

### Rimbalzi
| Posizione | Nome               | Squadra           | Partite | Rimbalzi | RPG  |
| --------- | ------------------ | ----------------- | ------- | -------- | ---- |
| 1.        | Mirsad Türkcan     | Fenerbahçe Ülker  | 12      | 88       | 7,33 |
| 2.        | James Gist         | Partizan Belgrado | 14      | 97       | 6,93 |
| 3.        | Paulius Jankūnas   | Žalgiris Kaunas   | 16      | 110      | 6,88 |
| 4.        | Iōannīs Mpourousīs | Olympiakos        | 18      | 118      | 6,56 |
| 5.        | Joel Freeland      | C.B. Málaga       | 15      | 95       | 6,33 |

### Assist
| Posizione | Nome                 | Squadra        | Partite | Assist | APG  |
| --------- | -------------------- | -------------- | ------- | ------ | ---- |
| 1.        | Dīmītrīs Diamantidīs | Panathinaikos  | 21      | 128    | 6,10 |
| 2.        | Marcelinho Huertas   | Saski Baskonia | 20      | 111    | 5,55 |
| 3.        | Omar Cook            | Valencia B.C.  | 21      | 116    | 5,52 |
| 4.        | Vasilīs Spanoulīs    | Olympiakos     | 20      | 85     | 4,25 |
| 5.        | Vlado Ilievski       | Union Olimpija | 15      | 61     | 4,07 |

## Premi

### Riconoscimenti individuali
- Euroleague MVP:  Dīmītrīs Diamantidīs,  Panathinaikos
- Euroleague Final Four MVP:  Dīmītrīs Diamantidīs,  Panathinaikos[2]
- Rising Star Trophy:  Nikola Mirotić,  Real Madrid[3]
- Euroleague Best Defender:  Dīmītrīs Diamantidīs,  Panathinaikos[4]
- Alphonso Ford Trophy:  Igor Rakočević,  Efes Pilsen[5]
- Aleksandr Gomel'skij Coach of the Year:  Željko Obradović,  Panathinaikos
- Euroleague Club Executive of the Year:  Pavlos Giannakopoulos e Thanassis Giannakopoulos,  Panathinaikos

### Quintetti ideali
- All-Euroleague First Team:[6]
  -  Dīmītrīs Diamantidīs,  Panathinaikos
  -  Juan Carlos Navarro,  Barcellona
  -  Fernando San Emeterio,  Saski Baskonia
  -  Sofoklīs Schortsianitīs,  Maccabi Tel Aviv
  -  Mike Batiste,  Panathinaikos
- All-Euroleague Second Team:
  -  Jeremy Pargo,  Maccabi Tel Aviv
  -  Sergio Llull,  Real Madrid
  -  Vasilīs Spanoulīs,  Olympiakos
  -  Duško Savanović,  Valencia B.C.
  -  Kšyštof Lavrinovič,  Mens Sana Siena